# Ingilois
Ingilois o Ingiloys (Hers) (Georgià: ინგილოები/ჰერები) és un grup ètnic d'ascendència georgiana, que viu al nord-oest de l'Azerbaidjan. Els ingiloys o ingilois parlen el dialecte ingiloy del georgià.
Brockhaus i el Diccionari Enciclopèdic Efron indiquen que Ingiloys és un nom alternatiu a georgià musulmà (o més exactament georgià de religió musulmana o que viu entre musulmans). Per religió els ingiloys estan dividits en cristians i musulmans xiïtes. La majoria dels musulmans ingiloys viuen a la regió (Raió) de Zaqatala (Aliabad i Mosul) i raió de Balakan (İtitala) i els cristians ingiloys al raió de Qakh (Qax İngiloy, Böyük Alatəmir, Qaxbaş, Əlibəyli, Emşəbaş, Zəyəm, Xələftala, Qarameşə, Qımır). Eren part de la població de l'antic sultanat d'Elisu i de les comunitats de Djari-Balakan (Djaro-Belokani)s.
Arran d'activitats missioneres de la Societat de Restauració del Cristianisme ortodox, una part dels ingiloys es va convertir al cristianisme el 1860, creant 12 laicitats però el 1863, 9 d'elles es van reconvertir al Islam. Els conversos i la minoria cristiana ja existent constitueixen no obstant una petita minoria dels ingiloys. El 1892 un grup de 62 es va convertir al cristianisme.

## Dinàmica de Georgian augments de població dins Azerbaitjan
| 1926 | 1939   | 1959 | 1970   | 1979   | 1989   | 1999   |
| ---- | ------ | ---- | ------ | ------ | ------ | ------ |
| 9500 | 10 196 | 9526 | 13 595 | 11 412 | 14 197 | 14 900 |